# مگس‌گیر پوهنپئی
مگس‌گیر پوهنپی (نام علمی: Myiagra pluto) نام یک گونه از سرده مگس‌گیرهای نوک‌پهن است.